# Solimano (Migliavacca)
Solimano ist der Titel eines im Barock oft vertonten Librettos von Giovanni Ambrogio Migliavacca. Es ist das mit Abstand am häufigsten vertonte Libretto des Dresdner Hofpoeten. Die erste Vertonung war die Opera seria (originale Genrebezeichnung „Dramma per musica“) Solimano von Johann Adolph Hasse, die 1753 am Dresdner Kurfürstenhof uraufgeführt wurde. Sie sorgte für großes Aufsehen und ging ob ihrer pompösen und umfangreichen Ausstattung nicht nur in die Dresdner, sondern generell die Operngeschichte ein.

## Historischer Hintergrund
Migliavacca bezieht sich auf Figuren aus dem 16. Jahrhundert, die historisch existierten und für die er die Histoire générale de la religion des Turcs, avec la vie de Mahomet, et des quatre premiers califes (1626) des französischen Historikers Michel Baudier als Quelle benutzte. Er beschreibt eine Episode um den osmanischen Herrscher Süleyman den Prächtigen (Solimano) während des Osmanisch-Safawidischen Krieges. Historisch sind Mustafa (Selim), Sohn Süleymans und seiner Lieblingsfrau Roxelane (Rosselane) und der ursprünglich von Süleyman für die Thronfolge favorisierte erstgeborene Sohn Cihangir (Osmino), schließlich Süleymans und Roxelanes Schwiegersohn und Großwesir Rüstem Pascha (Rusteno). Die Töchter des Safawiden-Herrschers Tahmasp I. (Tacmante) und der Janitscharen-Aga Acomate sind historisch nicht klar nachzuvollziehen. Im Vorwort zur Druckfassung des Librettos für Hasses Oper bemerkt Migliavacca, er habe die Namen Cihangirs und Mustafas durch die für die Vertonung geeigneteren Namen Osmino und Selim ersetzt und der Oper – entgegen den historischen Tatsachen – ein lieto fine verliehen. Der tatsächliche Thronfolger Süleymans, der spätere Selim II. kommt in der Oper nicht vor.
Süleyman I. war durch die Rezeption der Ersten und Zweiten Wiener Türkenbelagerung zu einem legendenumwobenen orientalischen Herrscher geworden, im 18. Jahrhundert entstand in Mitteleuropa als Reaktion auf die Bedrohung durch die fremden Orientalen die Türkenmode. Migliavaccas Text ist eine der zahlreichen Opernvorlagen auf ‚türkische‘ Sujets, deren berühmteste einige Jahrzehnte später die von Mozarts Entführung werden sollte.

## Handlung
Die Handlung der späteren Opern beruht auf derselben Entwicklung wie in der hier geschilderten Erstfassung für Hasse. Die Namen und Funktionen einiger Rollen sind die markantesten Veränderungen Die Texte der Rezitative und Arien unterscheiden sich kaum von denen der Erstversion.
Die Handlung spielt im Feldlager der osmanischen Armee, in der Nähe von Babylon.

### Erster Akt
Selim, Sohn Sultan Solimans, kehrt siegreich vom Heerzug gegen die Perser ins Feldlager zurück. Unter den mitgebrachten Gefangenen befinden sich die persischen Prinzessinnen Narsea und Emira. Selim verliebt sich in Narsea, sein Halbbruder Osmin in Emira.
Das Glück der vier wird jedoch abrupt beendet, als ihr Vater Soliman erscheint. Ihm ist von Rustem, dem Großwesir, eingeflüstert wurde, dass Selim plane, ihn, seinen Vater, zu entmachten und gar zu töten. Darüber hinaus macht man ihm zum Vorwurf, dass er den Schah von Persien absichtlich entkommen gelassen habe und mit ihm Frieden schließen wolle. Trotz eines Beschwichtigungsversuches seitens Acomates lässt Soliman seinen Sohn wegen Hochverrats ins Gefängnis werfen. Prinz Selim selbst kommt nicht zu Wort.

### Zweiter Akt
Acomates und auch Narsea versuchen, erneut vergeblich, die Unschuld des Prinzen zu beweisen. Auch Osmin möchte seinem Bruder helfen, was Selim aber erst akzeptiert, als er schwört, nur Emira, nicht aber Narsea, zu lieben. Der Sultan verlangt von Selim und von Narsea unter Androhung der Todesstrafe, dass sie von ihrer Liebe lassen. Als Narsea und Selim schweren Herzens voneinander Abschied nehmen, um Soliman nicht weiter zu erzürnen, betritt auch dieser die Szene, ist gerührt von so viel Zuneigung und verspricht, den beiden zu verzeihen. Jedoch sind beide nicht von diesem Versprechen überzeugt.

### Dritter Akt
Dem Sultan wird vom machthungrigen Großwesir Rustem ein gefälschter Brief zugeleitet, der beweisen soll, dass Selim mit dem Schah von Persien, Tacmantes, verhandele und somit des Hochverrats schuldig ist. Darauf erlässt Soliman das Todesurteil für seinen Sohn. Als er es Rustem übergibt, gelingt es Acomates, es an sich zu nehmen. Er weiß, dass aufgrund dessen, dass ihr glorreicher Führer Selim ins Gefängnis geworfen wurde, inzwischen die Soldaten rebellieren.
Nun kommt auch heraus, dass eben Wesir Rustem und die Sultanin die Intrige gegen Selim gesponnen haben, um ihrem Sohn Osmin die Herrschaft zu sichern. Als Osmin dem Sultan gesteht, dass der Brief, der die Schuld Selims beweisen soll, eine Fälschung sei, ist dieser entsetzt.
Inzwischen ist auch das Heer vor dem Sultanspalast aufmarschiert. Gleichzeitig erscheinen Acomates und der von ihm aus dem Gefängnis befreite Selim. Letzterer wird von den Soldaten freudig begrüßt. Selim und sein Vater sprechen sich aus, Großwesir Rustem wird aus den Diensten des Sultans entlassen und Acomates zu seinem Nachfolger ernannt. Selim und Narsea sowie Osmin und Emira fallen sich in die Arme und sind glücklich.

## Fassungen und Vertonungen
Der Solimano war das erste Libretto Migliavaccas. Er verfasste es, nachdem er 1752 auf Empfehlung Metastasios Hofpoet an den Hof der Sächsischen Kurfürsten in Dresden berufen worden war, die zu dieser Zeit auch Könige von Polen waren. Es sollte sowohl vom Pomp und der Furore der Uraufführung her wie auch von der Anzahl der Nach- und Neuvertonungen her Migliavaccas erfolgreichstes Libretto werden. Nach Rita Laurance war Hasse mit der ursprünglichen Textvorlage wenig zufrieden und brachte sich intensiv in die Endfassung des Textes ein.
Nach Hasse wurde die Urfassung des Librettos (wie hier beschrieben) zwischen 1753 und 1762 achtmal vertont, unter anderem von Domenico Fischietti (Venedig 1755), Giovanni Battista Pescetti (Reggio Emilia 1756) und Johann Gottfried Schwanberger (Braunschweig 1762).
Daneben existiert eine zweite Fassung des Librettos, bei der der Halbbruder Selims mit seinem historischen Namen Cihangir (Zanghire) bezeichnet wird. Osmin indes ist dort der Name eines Agas am Hofe des Sultans. Dessen Schwester Barsina wiederum ist mit Selims Halbbruder Cihangir verlobt. Cihangir liebt also hier nicht, wie in der Vorlage, ebenfalls eine persische Prinzessin, sondern eine Türkin. Selim indes bekommt am Ende die Thronerbin Persiens, die hier wiederum nicht Narsea heißt, sondern Persane.
Diese zweite Version, von der nicht klar ist, ob sie ebenfalls von Migliavacca eingerichtet wurde oder von jemand anderem, wurde u. a. vertont von Davide Perez (Lissabon 1757 → Solimano (Perez)), Tommaso Traetta (Parma 1759 und Barcelona 1769), Baldassare Galuppi (Padua 1760), Gregorio Sciroli (Venedig 1766) und Johann Gottlieb Naumann (Venedig 1773).
Eine beispielhafte Schilderung der Handlung mit der Personage der zweiten Fassung findet sich unter Solimano (Perez).
Eine dritte Version des Librettos mit der Personage und dem Handlungsstrang nach der Erstvertonung durch Hasse 30 Jahre zuvor wurde 1768, von Giuseppe Maria Curcio oder Curci (1752–1832) vertont und im Teatro Regio in Turin zur Aufführung gebracht.
Darüber hinaus gab es mindestens drei Pasticci (1758 und 1765 in London, 1778 in Florenz).
Folgende Komponisten vertonten dieses Libretto:
| Komponist                              | Uraufführung                                 | Aufführungsort     | Anmerkungen |  |
| -------------------------------------- | -------------------------------------------- | ------------------ | --- |  |
| Johann Adolph Hasse → Solimano (Hasse) | 5. Februar 1753, Hoftheater                  | Dresden            | überarbeitet am 7. Januar 1754; 1761 in Prag |  |
| Domenico Fischietti                    | Karneval 1755, Teatro San Moisè              | Venedig            | |  |
| Michelangelo Valentini                 | 31. Januar 1756, Teatro Regio                | Turin              | am 4. November 1756 im Teatro San Carlo in Neapel |  |
| Giovanni Battista Pescetti             | Messe 1756, Teatro Pubblico                  | Reggio nell’Emilia | am 24. Januar 1757 im Teatro dell’Accademia Filarmonica in Verona |  |
| Davide Perez → Solimano (Perez)        | Karneval 1757, Palazzo Ajuda                 | Lissabon           | überarbeitet am 31. März 1768 am selben Ort; 1779 im Teatro di Santa Cecilia in Palermo                                                                                            |  |
| Pasquale Errichelli                    | 9. Januar 1757, Teatro Argentina             | Rom                | |  |
| Antonio Ferradini                      | 16. Januar 1757, Teatro della Pergola        | Florenz            | auf Basis der Zweitfassung |  |
| Anonym (Pasticcio)                     | 31. Januar 1758, King’s Theatre am Haymarket | London             | |  |
| Tommaso Traetta                        | Karneval 1759, Teatro Regio-Ducal            | Parma              | auf Basis der Zweitfassung; am 28. September 1769 in Barcelona |  |
| Baldassare Galuppi                     | 11. Juni 1760, Teatro Nuovo                  | Padua              | auf Basis der Zweitfassung; im Herbst 1764 im königlichen Theater in Prag; Messe 1768 im Teatro Nuovo in Padua; Karneval 1769 im Teatro Nuovo dell’Accademia Filarmonica in Verona |  |
| Johann Gottfried Schwanberger          | 1. August 1762, Hoftheater                   | Braunschweig       | |  |
| Giovanni Battista Lampugnani           | Herbst 1763, Teatro di Santa Cecilia         | Palermo            | |  |
| Anonym (Pasticcio)                     | 14. Mai 1765, King’s Theatre am Haymarket    |                    | |  |
| Gregorio Sciroli                       | 22. November (?) 1766, Teatro San Cassiano   | Venedig            | auf Basis der Zweitfassung |  |
| Johann Gottlieb Naumann                | 3. Januar 1773, Teatro San Benedetto         | Venedig            | auf Basis der Zweitfassung; 1774 im Hoftheater in Salzburg; Karneval 1778 im Teatro Regio Ducale in Mantua                                                                         |  |
| Anonym (Pasticcio)                     | 27. Dezember 1778, Teatro della Pergola      | Florenz            | auf Basis der Zweitfassung |  |
| Giuseppe Curcio                        | 19. Januar 1782, Teatro Regio                | Turin              | |  |

## Digitalisate
1. ↑  Johann Adolph Hasse: Solimano. Libretto (italienisch/deutsch), Dresden 1753. Digitalisat bei Google Books.
2. ↑  Domenico Fischietti: Solimano. Libretto (italienisch), Venedig 1755. Digitalisat der Library of Congress.
3. ↑  Michelangelo Valentini: Solimano. Libretto (italienisch), Turin 1756. Digitalisat im Internet Archive.
4. ↑  Giovanni Battista Pescetti: Il Solimano. Libretto (italienisch), Reggio 1756. Digitalisat des Münchener Digitalisierungszentrums (unvollständig).
5. ↑  Giovanni Battista Pescetti: Il Solimano. Libretto (italienisch), Reggio 1756. Digitalisat der Biblioteca Nazionale Centrale di Firenze.
6. ↑  Davide Perez: Solimano. Libretto (italienisch), Lissabon 1768. Digitalisat der Library of Congress.
7. ↑  Pasquale Errichelli: Solimano. Libretto (italienisch), Rom 1757. Digitalisat der Biblioteca Nazionale Centrale di Firenze.
8. ↑  Antonio Ferradini: Il Solimano. Libretto (italienisch), Florenz 1757. Digitalisat bei Google Books.
9. ↑  Tommaso Traetta: Il Solimano. Libretto (italienisch), Barcelona 1769. Digitalisat bei Google Books.
10. ↑  Baldassare Galuppi: Solimano. Libretto (italienisch/deutsch), Prag 1764. Digitalisat bei Google Books.
11. ↑  Johann Gottfried Schwanberger: Solimano. Libretto (italienisch/deutsch), Braunschweig 1762. Digitalisat der Staatsbibliothek zu Berlin.
12. ↑  Gregorio Sciroli: Solimano. Libretto (italienisch), Venedig 1766. Digitalisat der Library of Congress.
13. ↑  Johann Gottlieb Naumann: Solimano. Libretto (italienisch), Venedig 1773. Digitalisat der Library of Congress.
14. ↑  Anonym: Solimano. Libretto (italienisch), Florenz 1778. Digitalisat der Biblioteca Nazionale Centrale di Firenze.
15. ↑  Giuseppe Curcio: Solimano. Libretto (italienisch), Turin 1782. Digitalisat im Internet Archive.